# 4 Fun (Nederlandse band)
4 Fun was een Nederlandse boyband bestaande uit de soapacteurs Jim Geduld (Goede tijden, slechte tijden), Winston Gerschtanowitz (Goudkust), Michiel de Zeeuw (Goudkust) en Chris Zegers (Onderweg naar Morgen).
De band werd opgericht met als doel het commerciële succes van het damestrio Linda, Roos & Jessica uit 'Goede tijden, slechte tijden' te evenaren. In 1997 scoorden ze een hit met het nummer Levenslang. Ook het nummer Overal (1998) stond in de Nederlandse hitlijsten. In 1998 werd het album Hittegolf uitgebracht. Na een jaar viel het doek.

## Discografie

### Albums
| Album met eventuele hitnotering(en) in de Nederlandse Album Top 100 | Datum van verschijnen | Datum van binnenkomst | Hoogste positie | Aantal weken | Opmerkingen |
| ------------------------------------------------------------------- | --------------------- | --------------------- | --------------- | ------------ | ----------- |
| Hittegolf                                                           |                       | 25-4-1998             | 23              | 7            |             |

### Singles
| Single met eventuele hitnotering(en) in de Nederlandse Top 40 | Datum van verschijnen | Datum van binnenkomst | Hoogste positie | Aantal weken | Opmerkingen |
| ------------------------------------------------------------- | --------------------- | --------------------- | --------------- | ------------ | ----------- |
| Levenslang                                                    |                       | 6-12-1997             | 14              | 9            |             |
| Overal                                                        |                       | 18-4-1998             | 25              | 7            |             |
| Hittegolf                                                     |                       | 1-8-1998              | tip             |              |             |